# ولی‌آباد (سلسله)
ولی‌آباد امرائی (سلسله)، روستایی از توابع بخش مرکزی شهرستان سلسله در استان لرستان ایران است.

## جمعیت
این روستا در دهستان قلعه مظفری قرار دارد و براساس سرشماری مرکز آمار ایران در سال ۱۳۸۵، جمعیت آن ۷۳ نفر (۱۴خانوار) بوده‌است.